# Gallerie dell’Accademia
Gallerie dell’Accademia – muzeum sztuki w Wenecji, prezentujące głównie dzieła malarstwa weneckiego od XIV do XVIII wieku. 

## Historia powstania
Zanim powstała galeria, w 1750 roku została założona przez Gian Battistę Piazzettę, Akademia Malarzy i Rzeźbiarzy. W 1797 roku, po upadku Republiki Weneckiej, akademia była miejscem gdzie zebrano wszystkie cenne dzieła sztuki, co miało służyć w rozwoju i kształceniu nowych artystów. W 1805 roku pod rządami Napoleona powstało Królestwo Włoskie, w którym panował nowy stosunek państwa do religii. Zlikwidowano większość klasztorów, zamknięto część kościołów (w tym kilkanaście zburzono) i zawieszono działalność weneckich bractw religijnych (scuole). Dzieła pochodzące z tych instytucji znalazły się w zbiorach Akademii. W tym samym czasie Akademia została przeniesiona z dotychczasowej siedziby w Fonteghetto della Farina do budynku dawnego kościoła Santa Maria della Carità (Matki Bożej Miłosierdzia) i klasztoru kanoników laterańskich. 
10 sierpnia 1817 roku powstało muzeum. Pierwotnie zbiory były dostępne dla publiczności. Podzielono je na trzy galerie: na niezależną galerię malarstwa, galerię rzeźb i galerię gipsowych odlewów figur starożytnych.

## Wnętrza muzeum

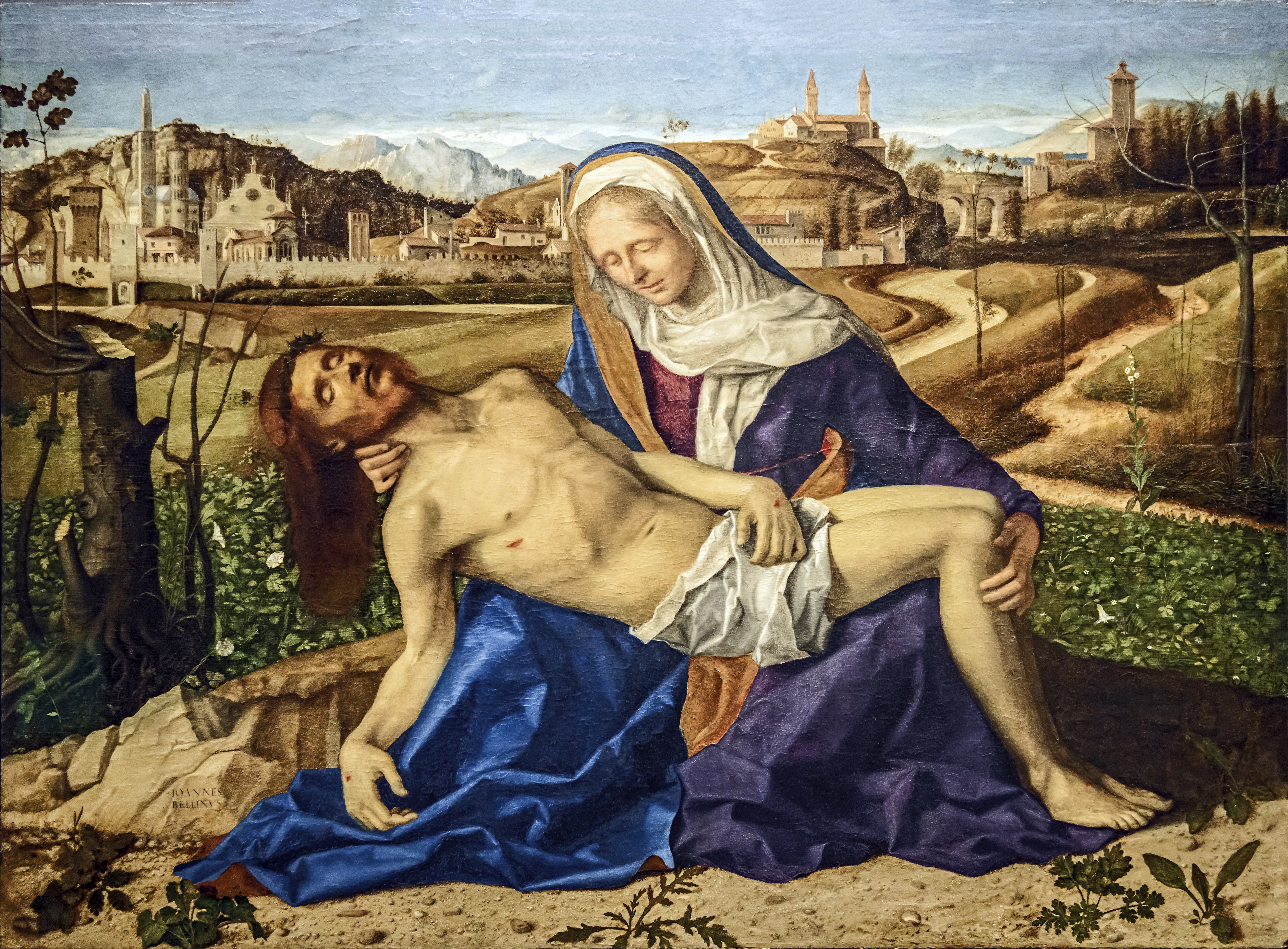
Pietà Giovanni Bellini

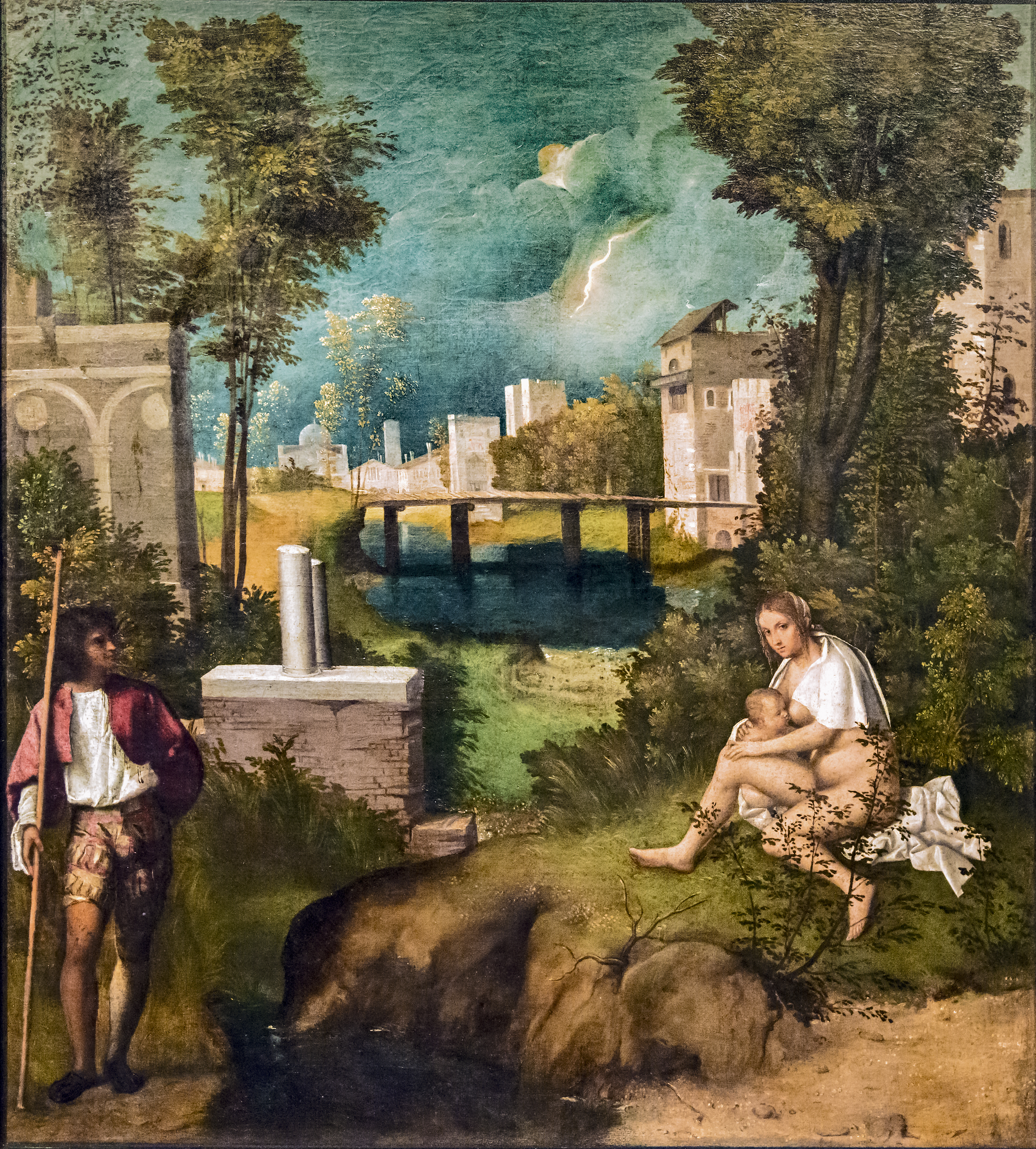
Burza, Giorgione

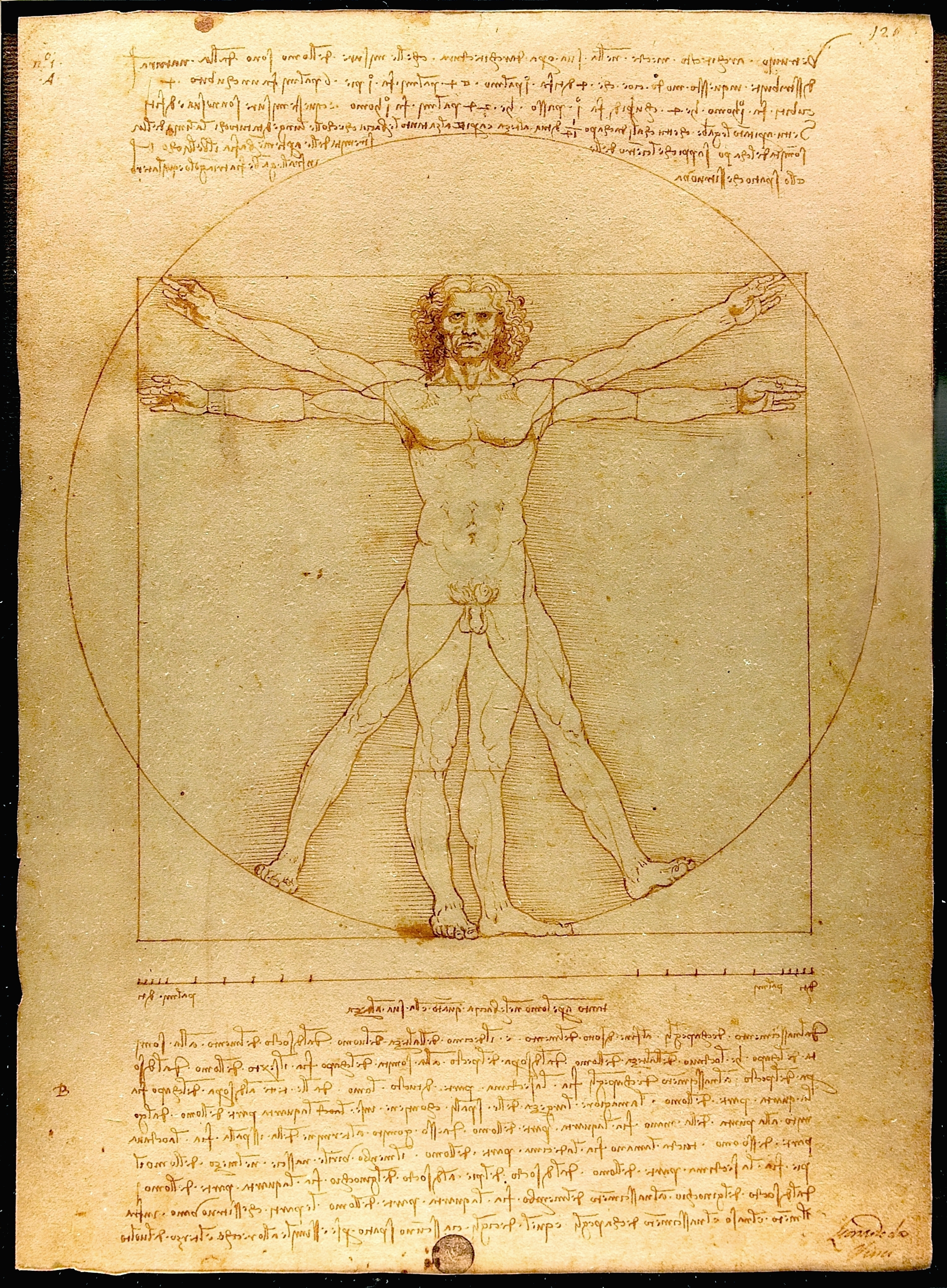
Człowiek witruwiański Leonardo da Vinci

Po otwarciu muzeum dokonano przebudowy budynków według projektu Giannantonia Selvy. Projekt był szeroko krytykowany za swoją zbyt daleko idącą restrukturyzację, niszczącą na przykład wiele istniejących dzieł wewnątrz kościoła poprzez podział jego wnętrza na piętra w celu urządzenia sal wystawowych. Na parterze urządzono pomieszczenia uczelni. Zewnętrznie budowle nie zostały zniszczone ani zmodernizowane. W kościele nadal zachowano drewniane sklepienia pokryte błękitno-złotą polichromią, tryptyk autorstwa Antonia Vivariniego i Giovanniego d’Alemagni oraz płótno Tycjana Prezentacja Marii w świątyni. 
Podczas wojen napoleońskich część zbioru została przeniesiona do Mediolanu do Pinakoteki Brera lub wywieziona do Francji. W XIX wieku galeria wzbogaciła się o kolekcję księcia Filipa Farsettiego.

## Zbiory muzealne
W weneckiej galerii można oglądać dzieła od XIV do XVIII wieku. Znajdują się tu dzieła m.in.:
- Leonardo da Vinci – Człowiek witruwiański
- Giovanni Battista Pittoni – Zwiastowanie
- Paolo Veneziano – Poliptyk z kościoła Santa Chiara
- Leandro Bassano (pracownia) – Odnalezienie ciała św. Jana Damasceńskiego[1]
- Gentile Bellini – Procesja Krzyża Świętego na placu św, Marka, Cud przy Ponte San Lorenzo
- Giovanni Bellini – Ołtarz św. Hioba, Sacra conversazione Giovannelli, Pietà
- Vittore Carpaccio – Przyjęcie ambasadorów, Cud Krzyża Świętego na moście Rialto, Sen św. Urszuli
- Cima da Conegliano
- Giorgione – Portret starej kobiety, Burza
- Tycjan – Prezentacja Marii w świątyni, Pietà, Św. Jan Chrzciciel
- Jacopo Tintoretto – Cud św. Marka
- Andrea Mantegna – Święty Jerzy
- Piero della Francesca – Święty Hieronim z donatorem Girolamo Amandim
- Cosme Tura – Madonna z Dzieciątkiem
- Lorenzo Lotto – Portret młodego mężczyzny w pracowni
- Paolo Veronese – Uczta w domu Lewiego
- Luca Giordano – Zdjęcie z Krzyża
- Canaletto – Perspektywa z portykiem
- Francesco Guardi – Zatoka św. Marka